# 로이스 켈소 헌트
로이스 켈소 헌트(Lois Kelso Hunt, 1926년 7월 16일 ~ 2018년 5월 20일)는 미국의 배우이다.
오크파크에서 태어났으며 알렉산드리아에서 사망하였다. 사인은 폐렴이다.

## 영화
- 여대생 기숙사 (1983년)